# William Yan Thorley
William Yan Thorley (胤 方S; 3 settembre 2002) è un nuotatore hongkonghese, specializzato nel nuoto di fondo.

## Biografia
Ai Giochi mondiali sulla spiaggia di Doha 2019 si è classificato 20º nei 5 km.
Ha esordito nelle rassegne iridate ai mondiali di Gwangju 2019.
Ha rappresentato Hong Kong ai Giochi olimpici estivi di Tokyo 2020, dove ha ottenuto il 17º posto nella 10 km maschile.
È stato convocato ai mondiali di Budapest 2022 ed ha gareggiato nella 5 e 10 km e nella 6 km a squadre.